# Sagami-ko
Der Sagami-ko (deutsch Sagamisee, japanisch 相模湖) ist ein Stausee im Midori-ku in der japanischen Stadt Sagamihara, Präfektur Kanagawa.
Der See entstand im Jahr 1947 durch die Aufstauung des Sagami-Flusses in seinem Mittellauf. Der Fluss selbst entspringt dem Yamanaka-See, einem der fünf Fuji-Seen.
Geplant wurde der Bau des Sees seit den 30er-Jahren. Ziel war es, die Bewohner der Präfektur Kanagawa mit Wasser und Energie zu versorgen. Die letzten Einwohner, die auf dem Gebiet des heutigen Sees wohnten, wurden 1938 durch die kaiserliche Armee vertrieben.
Beim Bau des Dammes wurden tausende Zwangsarbeiter eingesetzt, mindestens 85 von diesen verloren hierbei ihr Leben.
Im Rahmen der Olympischen Sommerspiele 1964 in Tokio wurden auf dem See die Kanuwettbewerbe ausgetragen. 
Rund um den von Tokio schnell zu erreichenden See finden sich heute diverse Freizeitangebote wie Campingplätze, Grillmöglichkeiten, Freizeitparks, Klettergärten oder die Möglichkeit, Boote auszuleihen.
Die Uferlänge beträgt 34,4 km.